# Jean Rochefort
Jean Raoul Robert Rochefort (Parigi, 29 aprile 1930 – Parigi, 9 ottobre 2017) è stato un attore francese.

## Biografia

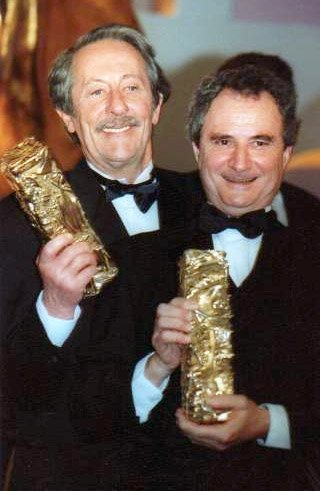
Jean Rochefort premiato insieme a Daniel Prévost col César nell'edizione del 1999

Rochefort nacque a Parigi da Celestine Rochefort, figlio di un cocchiere, che una volta ottenuto il diploma da autodidatta, a sedici anni venne impiegato alla Banca di Francia, ed in seguito diventò dirigente nel campo petrolifero, mentre la madre Fernande Guillot era contabile.
Aveva 19 anni quando entrò nel Centre d'Art Dramatique de la rue Blanche e in seguito nel Conservatoire national supérieur d'art dramatique. Dopo il servizio militare, prestato nel 1953, lavorò con la Compagnie Grenier Hussenot come attore teatrale per diversi anni. Qui fu notato per la sua versatilità nell'interpretare sia ruoli brillanti che drammatici; da allora si dedicò prevalentemente al cinema e alla televisione, cimentandosi anche come regista.
Partecipò ai primi tre film della saga cinematografica di Angelica: Angelica (1964), Angelica alla corte del re (1965) e La meravigliosa Angelica (1966).
Il 1972 segnò la svolta nella sua carriera. Rochefort ottenne infatti un ruolo di rilievo nel film La divorziata, una coproduzione franco-italiana nella quale interpretò la parte di Alexandre Boursault, ex-marito di Annie Girardot e padre della giovane Claude Jade, che vuole riunire i genitori dopo il loro divorzio. Successivamente apparve in due pellicole dirette da Bertrand Tavernier ed entrambe accanto a Philippe Noiret, L'orologiaio di Saint-Paul (1974), in cui interpretò un commissario, e Che la festa cominci... (1976). Sempre in quell'anno ottenne un grande successo nel film commedia Certi piccolissimi peccati, nel ruolo di un marito infedele in crisi di mezza età. Altro film importante fu L'uomo del fiume, che valse a Rochefort un Premio César come miglior attore nel 1978.
Circa all'età di 30 anni, mentre girava Cartouche (1962), scoprì la passione per i cavalli e per l'equitazione. Diventò un allevatore di cavalli e acquistò un maneggio, Le Haras de Villequoy. La sua passione lo portò a diventare consulente di equitazione per la televisione francese nel 2004.
Nel 1960 sposò Alexandra Moscwa, dalla quale ebbe due figli: Marie (1962) e Julien (1965). In seguito ebbe un figlio dall'attrice Nicole Garcia: Pierre Rochefort, attore come i genitori e anche cantante. Dalla seconda moglie Françoise Vidal ebbe infine le figlie Louise e Clemence.
Vinse due Premi César: nel 1976 come migliore attore non protagonista per Che la festa cominci... e nel 1978 come migliore attore per L'uomo del fiume. Da ricordare anche la sua interpretazione in Tandem (1987), dove venne affiancato da Gérard Jugnot, e nel quale interpretò il ruolo del presentatore Michel Mortez, personaggio introverso apprezzatissimo dalla critica.
Il film L'uomo che uccise Don Chisciotte di Terry Gilliam, nel quale aveva un ruolo da protagonista, per il quale imparò anche l'inglese, dovette essere annullato per colpa di una doppia ernia del disco ed una prostatite che colpirono l'attore, oltre che per problemi legati alla produzione. A questo proposito fu girato un documentario, Lost in La Mancha.
È morto il 9 ottobre 2017 all'età di 87 anni in un ospedale a Parigi, dove era ricoverato da due mesi a seguito di un cancro. Il suo corpo è sepolto nel cimitero di Grosrouvre.

## Filmografia

### Cinema
- Rencontre à Paris, regia di Georges Lampin (1956)
- La venere della gang (Une Balle dans le canon), regia di Michel Deville e Charles Gérard (1958)
- Leon Garros ishchet druga, regia di Marcello Pagliero (1960)
- Capitan Fracassa (Le Capitaine Fracasse), regia di Pierre Gaspard-Huit (1961)
- Cartouche, regia di Philippe de Broca (1962)
- Il sole sulla pelle (Le Soleil dans l'oeil), regia di Jacques Bourdon (1962)
- L'uomo dalla maschera di ferro (Le Masque de fer), regia di Henri Decoin (1962)
- Il forte dei disperati (Fort-du-fou), regia di Léo Joannon (1963)
- Sinfonia per un massacro (Symphonie pour un massacre), regia di Jacques Deray (1963)
- La portatrice di pane (La Porteuse de pain), regia di Maurice Cloche (1963)
- La foire aux cancres (Chronique d'une année scolaire), regia di Louis Daquin (1963)
- Strana voglia di una vedova (Du grabuge chez les veuves), regia di Jacques Poitrenaud (1964)
- Ogni giorno nasce un fesso (Les pieds nickelés), regia di Jean-Claude Chambon (1964)
- Angelica (Angélique, marquise des anges), regia di Bernard Borderie (1964)
- Le belle famiglie, episodio "Amare è un po' morire", regia di Ugo Gregoretti (1964)
- Angelica alla corte del re (Merveilleuse Angélique), regia di Bernard Borderie (1965)
- L'uomo di Hong Kong (Les Tribulations d'un Chinois en Chine), regia di Philippe de Broca (1965)
- La meravigliosa Angelica (Angélique et le roy), regia di Bernard Borderie (1966)
- Qui êtes-vous, Polly Maggoo?, regia di William Klein (1966)
- Le dimanche de la vie, regia di Jean Herman (1967)
- Io, l'amore (À coeur joie), regia di Serge Bourguignon (1967)
- Ne jouez pas avec les Martiens, regia di Henri Lanoë (1967)
- Pour un amour lointain, regia di Edmond Séchan (1968)
- Non tirate il diavolo per la coda (Le Diable par la queue), regia di Philippe de Broca (1969)
- L'assassino ha prenotato la tua morte (Le Temps de mourir), regia di André Farwagi (1970)
- La liberté en croupe, regia di Édouard Molinaro (1970)
- Un soffio di piacere (Céleste), regia di Michel Gast (1970)
- L'oeuf, regia di Jean Herman (1972)
- Alto, biondo e... con 6 matti intorno (Les malheurs d'Alfred), regia di Pierre Richard (1972)
- La divorziata (Les Feux de la chandeleur), regia di Serge Korber (1972)
- Alto, biondo e... con una scarpa nera (Le Grand Blond avec une chaussure noire), regia di Yves Robert (1972)
- L'erede (L'héritier), regia di Philippe Labro (1973)
- Bel ordure, regia di Jean Marboeuf (1973)
- Il complotto (Le Complot), regia di René Gainville (1973)
- Dio, sei proprio un padreterno!, regia di Michele Lupo (1973)
- L'idolo della città (Salut l'artiste), regia di Yves Robert (1973)
- L'orologiaio di Saint-Paul (L'Horloger de Saint-Paul), regia di Bertrand Tavernier (1974)
- Comment réussir... quand on est con et pleurnichard, regia di Michel Audiard (1974)
- Il fantasma della libertà (Le Fantôme de la liberté), regia di Luis Buñuel (1974)
- Mio Dio, come sono caduta in basso!, regia di Luigi Comencini (1974)
- Il grande biondo (Le Retour du grand blond), regia di Yves Robert (1974)
- Isabelle devant le désir, regia di Jean-Pierre Berckmans (1975)
- Gli innocenti dalle mani sporche (Les Innocents aux mains sales), regia di Claude Chabrol (1975)
- Che la festa cominci... (Que la fête commence...), regia di Bertrand Tavernier (1975)
- Un divorce heureux, regia di Henning Carlsen (1975)
- Il cadavere era già morto (Les vécés étaient fermés de l'interieur), regia di Patrice Leconte (1976)
- Calmos, regia di Bertrand Blier (1976)
- Profezia di un delitto (Les magiciens), regia di Claude Chabrol (1976)
- Certi piccolissimi peccati (Un éléphant ça trompe énormément), regia di Yves Robert (1976)
- Le diable dans la boîte, regia di Pierre Lary (1977)
- L'uomo del fiume (Le Crabe-Tambour), regia di Pierre Schoendoerffer (1977)
- Andremo tutti in paradiso (Nous irons tous au paradis), regia di Yves Robert (1977)
- Qualcuno sta uccidendo i più grandi cuochi d'Europa (Who Is Killing the Great Chefs of Europe?), regia di Ted Kotcheff (1978)
- Le cavaleur, regia di Philippe de Broca (1979)
- Grandison, regia di Achim Kurz (1979)
- Coraggio scappiamo (Courage fuyons), regia di Yves Robert (1979)
- Baci da Parigi (French Postcards), regia di Willard Huyck (1979)
- Mia cara sconosciuta (Chère inconnue), regia di Moshé Mizrahi (1980)
- Odio le bionde, regia di Giorgio Capitani (1980)
- Un étrange voyage, regia di Alain Cavalier (1981)
- Uccidete Birgit Haas (Il faut tuer Birgit Haas), regia di Laurent Heynemann (1981)
- L'indiscrétion, regia di Pierre Lary (1982)
- Il grande fratello (Le grand frère), regia di Francis Girod (1982)
- Una domenica da poliziotto (Un dimanche de flic), regia di Michel Vianey (1983)
- L'amico di Vincent (L'ami de Vincent), regia di Pierre Granier-Deferre (1983)
- Frankenstein 90, regia di Alain Jessua (1984)
- Réveillon chez Bob, regia di Denys Granier-Deferre (1984)
- Sortüz egy fekete bivalyért, regia di László Szabó (1985)
- La galette du roi, regia di Jean-Michel Ribes (1986)
- Le moustachu, regia di Dominique Chaussois (1987)
- Tandem, regia di Patrice Leconte (1987)
- I miei primi 40 anni, regia di Carlo Vanzina (1987)
- Il signore del castello (Je suis le seigneur du château), regia di Régis Wargnier (1989)
- Il marito della parrucchiera (Le mari de la coiffeuse), regia di Patrice Leconte (1990)
- Le château de ma mère, regia di Yves Robert (1990)
- Amoureux fou, regia di Robert Ménard (1991)
- Le bal des casse-pieds, regia di Yves Robert (1992)
- Il lungo inverno (El largo invierno), regia di Jaime Camino (1992)
- From Time to Time, cortometraggio, regia di Jeff Blyth (1992)
- L'Atlantide, regia di Bob Swaim (1992)
- Tango, regia di Patrice Leconte (1993)
- Cible émouvante, regia di Pierre Salvadori (1993)
- Tombés du ciel, regia di Philippe Lioret (1993)
- La prossima volta il fuoco, regia di Fabio Carpi (1994)
- Tutti gli anni una volta l'anno, regia di Gianfrancesco Lazotti (1994)
- Prêt-à-Porter, regia di Robert Altman (1994)
- Tom est tout seul, regia di Fabien Onteniente (1995)
- Palace, regia di Joan Gràcia, Paco Mir e Carles Sans (1995)
- Les grands ducs, regia di Patrice Leconte (1996)
- Ridicule, regia di Patrice Leconte (1996)
- Never Ever, regia di Charles Finch (1996)
- Barracuda, regia di Philippe Haïm (1997)
- Le serpent a mangé la grenouille, regia di Alain Guesnier (1998)
- L'ultimo cinema del mondo (El viento se llevó lo qué), regia di Alejandro Agresti (1998)
- Rembrandt, regia di Charles Matton (1999)
- L'apparenza inganna (Le placard), regia di Francis Veber (2001)
- Honolulu Baby, regia di Maurizio Nichetti (2001)
- La vie sans secret de Walter Nions, cortometraggio, regia di Hugo Gélin (2001)
- L'uomo del treno (L'homme du train), regia di Patrice Leconte (2002)
- Blanche, regia di Bernie Bonvoisin (2002)
- Les clefs de bagnole, regia di Laurent Baffie (2003)
- RRRrrrr!!!, regia di Alain Chabat (2004)
- Les Dalton, regia di Philippe Haïm (2004)
- Akoibon, regia di Édouard Baer (2005)
- L'enfer, regia di Danis Tanović (2005)
- Non dirlo a nessuno (Ne le dis à personne), regia di Guillaume Canet (2006)
- Désaccord parfait, regia di Antoine de Caunes (2006)
- Mr. Bean's Holiday, regia di Steve Bendelack (2007)
- J'ai toujours rêvé d'être un gangster, regia di Samuel Benchetrit (2007)
- La clef, regia di Guillaume Nicloux (2007)
- Agathe Cléry, regia di Étienne Chatiliez (2008)
- Le joueur de citernes, cortometraggio, regia di Emmanuel Gorinstein (2010)
- El artista y la modelo, regia di Fernando Trueba (2012)
- Asterix & Obelix al servizio di Sua Maestà (Astérix et Obélix au service de sa majesté) regia di Laurent Tirard (2012)
- Florida (Floride), regia di Philippe Le Guay (2015)

### Televisione
- Les fiancés du paradis, regia di Lazare Iglesis – film TV (1957)
- Monsieur de Saint-Germain, regia di Philippe Ducrest – film TV (1958)
- La dame de pique, regia di Stellio Lorenzi – film TV (1958)
- Le Sire de Vergy, regia di Claude Loursais – film TV (1960)
- Arden de faversham, regia di Marcel Bluwal – film TV (1960)
- Le théâtre de la jeunesse – serie TV, 1 episodio (1960)
- La caméra explore le temps – serie TV, 2 episodi (1958-1961)
- Loin de Rueil, regia di Claude Barma – film TV (1961)
- Le mariage de Figaro, regia di Marcel Bluwal – film TV (1961)
- La nuit des rois, regia di Claude Barma – film TV (1962)
- La lettre dans un taxi, regia di François Chatel e Louise de Vilmorin – film TV (1962)
- Le scieur de long, regia di Marcel Bluwal – film TV (1963)
- Genousie, regia di Claude Loursais – film TV (1965)
- Le naïf amoureux, regia di Philippe Ducrest – film TV (1965)
- Dim Dam Dom – serie TV, 1 episodio (1967)
- Don Juan revient de guerre, regia di Marcel Cravenne – film TV (1968)
- Le pain de ménage, regia di Marcel Cravenne – film TV (1968)
- Le misanthrope, regia di Pierre Dux – film TV (1971)
- Le petit Mitchell illustré, regia di Gérard Jourd'hui – film TV (1981)
- I cani di Gerusalemme, regia di Fabio Carpi – film TV (1984)
- Le scénario défendu, regia di Michel Mitrani – film TV (1984)
- Oedipus Rex, regia di Hans Hulscher – film TV (1984)
- L'énigme blanche, regia di Peter Kassovitz – film TV (1985)
- Sueurs froides – serie TV, 1 episodio (1988)
- Guerra di spie – miniserie TV (1989)
- La seconde, regia di Christopher Frank – film TV (1990)
- Clara et son juge, regia di Joël Santoni – film TV (1997)
- Il conte di Montecristo (Le Comte de Monte Cristo) – miniserie TV (1998)
- Nosferatu, regia di Philippe Druillet – film TV, solo voce (2002)
- Saint-Germain ou La négociation, regia di Gérard Corbiau – film TV (2003)
- Les bottes, regia di Renaud Bertrand – film TV, solo voce (2004)
- Pride, il giovane leone (Pride), regia di John Downer – film TV, solo voce nella versione francese (2004)
- Frankenstein – miniserie TV (2004)
- Les boeuf-carottes – serie TV, 8 episodi (1995-2005)
- Chez Maupassant – serie TV, 1 episodio (2007)
- Heureux?, regia di Karl More – film TV (2007)
- Le grand restaurant, regia di Gérard Pullicino – film TV (2010)

## Doppiatori italiani
Nelle versioni in italiano dei suoi film, Jean Rochefort è stato doppiato da:
- Gianfranco Bellini in Cartouche, Angelica
- Cesare Barbetti in Dio, sei proprio un padreterno!, Frankenstein
- Sergio Graziani ne L'idolo della città, I miei primi 40 anni
- Luciano Melani ne Il fantasma della libertà, Odio le bionde
- Manlio De Angelis in Gli innocenti dalle mani sporche, Profezia di un delitto
- Luciano De Ambrosis in Qualcuno sta uccidendo i più grandi cuochi d'Europa, Asterix & Obelix al servizio di Sua Maestà
- Ennio Coltorti in Tutti gli anni una volta l'anno, Prêt-à-Porter
- Michele Kalamera in Non dirlo a nessuno, Florida
- Mario Colli in Capitan Fracassa
- Nando Gazzolo in Le belle famiglie
- Renato Turi in Angelica alla corte del re
- Sergio Tedesco in L'uomo di Hong Kong
- Giulio Panicali in La meravigliosa Angelica
- Carlo Alighiero in L'erede
- Antonio Guidi in Che la festa cominci...
- Giuseppe Rinaldi in Certi piccolissimi peccati
- Paolo Marchese in Tandem
- Carlo Valli ne Il marito della parrucchiera
- Oreste Rizzini in Ridicule
- Glauco Onorato ne Il conte di Montecristo
- Giorgio Lopez in L'apparenza inganna
- Massimo De Francovich in L'uomo del treno
- Giorgio Favretto in L'enfer

Da doppiatore è sostituito da:
- Massimo Lodolo ne Il tulipano d'oro
- Toni Orlandi in Titeuf - Il film

## Riconoscimenti
- Premio César
  - 1976 – Migliore attore non protagonista per Che la festa cominci...
  - 1978 – Migliore attore per L'uomo del fiume
  - 1999 – Premio César onorario

- Premio Lumière
  - 2003 – Miglior attore per L'uomo del treno

- Montréal World Film Festival
  - 1982 – Miglior attore per L'indiscrétion

- MystFest
  - 1983 – Miglior attore per L'indiscrétion